# Hlasy svatohostýnské
Hlasy svatohostýnské bylo tištěné periodikum, šlo o měsíčník pro katolický lid, který vydávala Matice svatohostýnská společně s duchovní správou na Svatém Hostýně. Vycházely od 1. dubna 1905 do března 1943 (39 ročníků) a poté od ledna 1947 do prosince 1948 (ročník 40 a 41). Vydávání bylo ukončeno na příkaz komunistických úřadů - viz citát z posledního vydaného čísla (č. 12/1948, str. 2): "Nepředplácejte další ročník Hlasů Svatohostýnských. Ministerstvo informací a osvěty (tiskový odbor) odňalo nám povolení k tisku Hlasů svatohostýnských "v rámci reorganizace tisku, jejímž cílem je dosažení zjednodušení poměrů v časopisectví a docílení podstatných úspor ve spotřebě tiskového papíru; vychází při tom ze zásady, že v prvé řadě je nutno docílit požadovaných úspor zrušením listů místního významu a takových časopisů, jejichž úkoly může převzíti jiný tisk." (Min. inf. a osvěty č. 31.013/48 T. O.) V případném obnovení povolení k tisku budou do nového čísla vloženy složenky". Vydávání bylo obnoveno až po roce 1997, pod názvem Listy svatohostýnské.